# Polytelis alexandrae
Polytelis alexandrae е вид птица от семейство Psittaculidae. Видът е почти застрашен от изчезване.

## Разпространение
Видът е разпространен в Австралия.